# Hans Rosenfelt
Ej att förväxla med skådespelaren Hans Rosenfeldt.
Hans Rosenfelt, död efter 1588, var en svensk guldsmed.
Han är med sannolikhet identisk med den Hans guldsmed som arbetade för hovet 1538. Under namnet Hans Rosenfelder är han känd sedan 1540 och kallas ofta tyske Hans. 1544-1549 arbetar han tillsammans med Phillippus guldsmed för hovet. Han var 1551 föremål för Gustav Vasas missnöje. I samband med kungens begravning 1560 utförde han begravningsspiror och kronor för Gustav Vasa och hans två första gemåler. Bland hans övriga arbeten märks Erik den heliges relikskrin i Uppsala domkyrka. Han omtalas i mantalslängden 1588 men saknas 1589 och förekommer sedan inte vidare i dokumenten.